# Kapolei
Kapolei ist ein census-designated place (CDP) auf der Insel Oʻahu im US-amerikanischen Bundesstaat Hawaii mit rund 21.500 Einwohnern (Stand 2018). Der Ort liegt im District I des Honolulu Countys etwa 40 Straßen-Kilometer westlich von Waikīkī an der Interstate H-1. Er ist Sitz der University of Hawaiʻi-West Oʻahu sowie der Bundesbehörde Federal Bureau of Investigation (FBI) in Hawaii, das von hier aus auch für die US-Territorien Guam und Amerikanisch-Samoa zuständig ist. Mit dem Kalaeloa Barbers Point Harbor verfügt Kapolei über den zweitwichtigsten kommerziellen Hafen O'ahus.

## Geschichte
Der Ursprung von Kapolei geht auf den Iren James Campbell aus Londonderry zurück, der sich mit 13 Jahren auf einem Schoner versteckte und in die Neue Welt segelte. Nach  ein paar Jahren in New York heuerte er als Zimmermann auf einem Walfangschiff an und landete 1850 in Maui, wo er Teilhaber einer Zuckerfabrik wurde. Nach deren Verkauf kam er 1877 nach Oahu und erwarb in der ʻEwa Ebene für 95.000 US-Dollar 41.000 Acres trockenen Landes. Er bohrte den ersten artesischen Brunnen von Hawaii und stieß auf ein riesiges Süßwasserreservoir, mit dem er das Ödland in ertragreiche Zuckerrohrplantagen verwandelte. Vor seinem Tod gründete er einen Trust, der die ʻEwa Ebene zu einem urbanen Zentrum entwickeln sollte. 1958 eröffnete der Industriepark, in dem sich als erstes die Standard Oil Company niederließ. 1977 wurde die Gegend um Kapolei von der Honolulu City and County zum städtischen Entwicklungsgebiet für das zukünftige Bevölkerungswachstum von Honolulu erklärt. 1985 wurde der Tiefseehafen in Barbers Point fertig gestellt, 1990 wurde die Stadt Kapolei gegründet. In den folgenden fünf Jahren eröffneten Bürogebäude, Einkaufszentren, Schulen, Banken, Kinos und das Ferienresort in Ko Olina. 1999 eröffnete der erste Wasser-Funpark von Hawaii. Ab 2000 folgten große Einzelhandelsketten wie K-Mart, Home Depot, Costco und Target. 2012 eröffnete die University of Hawaii den Campus West Oahu.

## Demographie
Die Schätzung 2018 ergab 21.474 Einwohner, die sich zusammensetzten aus: 38 % gemischtrassig, 32,7 % Asiaten, 16,9 % native Hawaiier und andere Polynesier, 13,6 % Hispanics, 10,7 % Weiße und 0,8 % Schwarze. Das mittlere Haushaltseinkommen beträgt 98.433 US-Dollar, das pro-Kopf Einkommen 30.989 US-Dollar.

## Verkehr

### Luftverkehr
Seit 1999 besteht der zivile Flugplatz Kalaeloa Airport (IATA:JRF, ICAO:PHJR) in Kapolei, er ist auch Standort des Naval Air Museum.
Entstanden ist er aus zwei militärischen Vorgängern:
- Marine Corps Air Station Ewa (Naval Air Station Barbers Point), 1952 geschlossen
- John Rodgers Field, vor 1999 geschlossen.

Er wird von der U.S. Coast Guard, der Hawaii National Guard und der zivilen Luftfahrt genutzt.
Der Flugplatz war Zwischen- und Reparaturstation bei der Überquerung des Pazifiks mit dem Solarflugzeug Solar Impulse 2, für die Zeit bis Frühjahr 2016, während dessen beabsichtigter Weltumrundung.

### Hochbahn
East Kapolei ist der Endbahnhof einer im Bau befindlichen 32 Kilometer langen Hochbahnstrecke, die über den internationalen Flughafen zum Busbahnhof am Ala Moana Center in Honolulu führen soll.

## Persönlichkeiten
- Clarissa Chun (* 1981), Ringerin